# Khankala
Khankala est une localité de Tchétchénie, en Russie, à l’est de Grozny.